# Ли Ханьсян
Ричард Ли Ханьсян (кит. трад. 李翰祥, пиньинь Lǐ Hànxiáng; 18 апреля 1926 года, Цзиньчжоу — 17 декабря 1996 года, Пекин, Китай) — китайский, гонконгский и тайваньский кинорежиссёр, сценарист, продюсер и актёр, известный рядом работ различных поджанров китайской костюмно-исторической драмы 1960—1980-х годов.

## Биография и карьера
Будущий кинематографист родился 18 апреля 1926 года в Цзиньси провинции Фэнтянь Китайской Республики. Первая его «встреча с кино» состоялась в 10-летнем возрасте, когда он сыграл одного из детей детектива Чарли Чена в американском фильме «Чарли Чен в цирке» (1936, в титрах не указан).
В юности Ли Ханьсян учился изобразительным искусствам в бэйпинской художественной академии, позже на переводчика в Шанхае.
В 1948 году Ли переехал в Гонконг, где работал с киностудиями в качестве художника-декоратора, помощника режиссёра и актёра «по требованию». Его дебют в качестве самостоятельного режиссёра-постановщика состоялся в 1956 году в фильме «Кровь на снегу» (Blood in Snow или Red Bloom in the Snow; в оригинале «Сюэ Лихун» по имени главной героини) с Ли Лихуа в главной роли, принёся ему первую серьёзную известность среди зрителей и критиков, а также предложение работы от Shaws Company, позднее переименованной в кинокомпанию Shaw Brothers.
Перейдя к Шао, Ли Ханьсян снимает ряд картин в жанре костюмно-исторической драмы, начиная с первого цветного фильма студии «Страна и красавица» (1959) с Линдой Линь Дай, многие из которых были оценены номинациями и призами региональных и международных фестивалей, включая технический гран-при и несколько номинаций в Каннах и номинацию от страны на «Оскар», и прославили студию. Один из нескольких снятых им музыкальных фильмов в стиле китайской оперы хуанмэй «Лян Шаньбо и Чжу Интай» (экранизация одноимённой старинной легенды) поныне считается квинтэссенцией жанра и вдохновлял ряд других кинематографистов (включая, например, Энга Ли, создателя «Крадущегося тигра»)
В 1963 году Ли Ханьсян, стремясь в большей свободе творчества, переезжает на Тайвань, где при поддержке Лу Вантхоу (главы студии MP&GI) основывает киностудию «голливудского типа» Grand Motion Pictures Co., Ltd, также известную как Guolian Film Company. На собственной студии Ли снимает ряд картин, включая получивший приз Golden Horse за лучшую режиссуру фильм «Си Ши, прекраснейшая». Вклад режиссёра в кинематограф был оценен включением его местным отделением всемирной федерации Junior Chamber International в список года «10 выдающихся молодых людей Китайской Республики». Студия Ли Ханьсяна просуществовала до 1970 года, когда закрылась из-за финансовых проблем, однако осталась заметным этапом в развитии киноискусства республики.
В начале 1970-х годов Ли возвращается к Shaw Brothers, с которыми остается практически до завершения кинематографической работы студии в 1983 году. Большинство его работ в этот период составляют «костюмно-эротические» фильмы в собственном стиле с сеттингом в Китае времён поздней империи Цин или ранней республики «эпохи милитаристов», однако к этому же периоду относятся и несколько фильмов с боевыми искусствами, и новая музыкальная постановка «Сна в Красном Тереме» в 1977 с Бриджит Лин и Сильвией Чан (в стиле хуанмэй, ранее «отставленном» студией Шао в конце 1960-х в пользу уся-фильмов), и комедия о кино «Мерцающие сполохи» (1982; режиссёр использовал родственное название для своей книги того же года), и премированная дилогия о последних правителях Цинского Китая «Вдовствующая императрица» и «Последняя буря» (1975—1976, с Лизой Лу Янь и Айви Лин По в ролях вдовствующей императрицы Цыси и императрицы Цзинфэнь соответственно).
После 1983 года режиссёр возвращается в континентальный Китай, где продолжает и эротическую, и историческую тему, сняв, в частности, ещё четыре фильма о конце империи Цин — «Сожжение императорского дворца» (1983), «Царство за портьерой» (1983), «Последний император» (1986) и ещё одну «Вдовствующую императрицу» (1989, с Гун Ли) — первые из которых стали актёрским дебютом Тони Люн Ка-фая в роли императора Сяньфэна.
Последней работой кинематографиста стала съёмка в 1996 году в Пекине 40 серий телесериальной экранизации на сюжет «Сожжения Дворца Эфан». Ли Ханьсян умер вечером 17 декабря 1996 года от сердечного приступа.

## Семья
Дочь кинематографиста Ли Тиньлон (Маргарет Ли) — также известная актриса, обладательница двух номинаций на лучшую женскую роль Hong Kong Film Awards.

## Фильмография

### С появлением на экране
(как актёр, «от автора», камео)
| Год  | Китайское название | Транскрипция                 | Английское название                                                              | Русское название                | Роль                          |
| ---- | ------------------ | ---------------------------- | -------------------------------------------------------------------------------- | ------------------------------- | ----------------------------- |
| 1936 |                    |                              | Charlie Chan at the Circus                                                       | Чарли Чен в цирке               | сын Чарли Чена (нет в титрах) |
| 1949 | 火葬               | Huo zàng                     | Hearts Aflame                                                                    |                                 | житель деревни                |
| 1950 | 花街               | Huā jiē                      | The Flower Street                                                                | Цветочная улица                 |                               |
| 1951 | 玫瑰花開           | Méigui huā kāi               | When Roses Bloom / Smiling Rose / The Girl in the Fire                           | Когда розы расцветают           |                               |
| 1952 | 浴室艷屍           | Yùshì yànshī                 | Bloodbath / Beautiful Corpse in the Bath                                         | Прекрасное тело в ванной        | врач                          |
| 1952 | 近水樓台           | Jìn shuǐ lóu tai             | The Closer the Better / Conspiracy                                               |                                 |                               |
| 1952 | 月兒彎彎照九州     | Yuè er wānwān zhào Jiǔ Zhōu  | The Moon-Blanch’d Land / Angel And Devil / The Goddess and the Devil             | Земля, освещённая лунным светом |                               |
| 1952 | 喜相逢             | Xǐ xiāngféng                 | Happy Encounter / Reunion                                                        | Радостная встреча               |                               |
| 1952 | 霧香港             | Wù Xiānggǎng                 | Mist-Cloaked Hong Kong / Misty Hong Kong                                         | Туманный Гонконг                |                               |
| 1952 | 一刻春宵           | Yī kè chun xiāo              | A Moment of Bliss / All Because of You                                           |                                 |                               |
| 1953 | 翠翠               | Cuì Cuì                      | Singing under the Moon / Duel under the Moon                                     | Цуйцуй                          |                               |
| 1954 | 嫦娥               | Cháng-é                      | Lady from the Moon                                                               | Богиня с Луны                   |                               |
| 1955 | 玫瑰玫瑰我愛你     | Méigui méigui wŏ ài nĭ       | Rose I Love You                                                                  | О Роза, я люблю тебя            |                               |
| 1956 | 梅姑               | Méi gū                       | The Orphan Girl                                                                  |                                 | Цзю Е, брат госпожи Ло        |
| 1969 | 陌生人             | Mòshēngrén                   | The Stranger                                                                     | Незнакомец                      | от автора                     |
| 1972 | 騙術大觀           | Piàn shù dà guān             | Cheating in Panorama                                                             |                                 |                               |
| 1973 | 牛鬼蛇神           | Niúguǐ shéshén               | Tales of Larceny                                                                 | Истории о воровстве / Нечисть   | солдат на празднике           |
| 1974 | 運財童子小祖宗     | Yùn cái tóng zǐ xiǎo zǔzǒng  | Lucky, Lucky                                                                     |                                 |                               |
| 1974 | 聲色犬馬           | Shēng sè quǎn mǎ             | Sinful Confession                                                                | Греховная исповедь              | сам себя                      |
| 1975 | 嬉笑怒罵           | Xīxiào nù mà                 | Temperament of Life                                                              | букв. Веселье и гнев            |                               |
| 1976 | 小祖宗             | Xiǎo zǔzǒng                  | The Little Ancestors                                                             |                                 |                               |
| 1982 | 三十年細說從頭     | Sānshí nián xì shuō cóng tóu | Passing Flickers                                                                 | Мерцающие сполохи               | сам себя                      |
| 1991 | 金瓶風月           | Jīn píng fēng yuè            | Golden Lotus / The Golden Lotus: Love and Desire / World’s Foremost Banned Novel | Золотой лотос: Любовь и желание | кинорежиссёр (камео)          |

### В съёмочной группе
(как режиссёр, продюсер, сценарист, художник и т. п.)

#### Фильмы 1950-х годов
| Год  | Китайское название               | Транскрипция                                                  | Английское название                                                  | Русское название                                  | Функция | Чем фильм отмечен   |
| ---- | -------------------------------- | ------------------------------------------------------------- | -------------------------------------------------------------------- | ------------------------------------------------- | ------- | ------------------- |
| 1950 | 雨夜歌聲 / 四季花開              | Yu yè gēshēng / Sìjì huā kāi                                  | Song on a Rainy Night / Adventures of a Dancing Girl                 | Песня в дождливую ночь / Круглый год цветы цветут | ХП      |                     |
| 1951 | 玫瑰花開                         | Méigui huā kāi                                                | When Roses Bloom / Smiling Rose / The Girl in the Fire               | Когда розы расцветают                             | ХП      |                     |
| 1952 | 別讓丈夫知道                     | Bié ràng zhàngfu zhīdao                                       | Don’t Tell My Husband                                                | Мой муж не должен знать                           | ХП      |                     |
| 1953 | 翠翠                             | Cuì Cuì                                                       | Singing under the Moon / Duel under the Moon                         | Цуйцуй                                            | Рг      |                     |
| 1954 | 嫦娥                             | Cháng-é                                                       | Lady from the Moon                                                   | Богиня с Луны                                     | Рг      |                     |
| 1956 | 梅姑                             | Méi gū                                                        | The Orphan Girl                                                      |                                                   | C       |                     |
| 1956 | 金鳳                             | Jīn fèng                                                      | Golden Phoenix                                                       | Золотой Феникс / Цзинь Фэн                        | C       |                     |
| 1956 | 雪裡紅                           | Xuě Lǐhóng                                                    | Red Bloom in the Snow / Blood in Snow                                | Сюэ Лихун                                         | Р, С    | 1 сп                |
| 1956 | 水仙                             | Shuǐxiān                                                      | Beyond the Blue Horizon                                              | Нарцисс / За синим горизонтом                     | Р, С    |                     |
| 1957 | 移花接木                         | Yí huā jiē mù                                                 | He Has Taken Him for Another                                         |                                                   | Р       |                     |
| 1957 | 春光無限好                       | Chūnguāng wú xiàn hăo                                         | A Mellow Spring                                                      |                                                   | Р       |                     |
| 1957 | 馬路小天使                       | Mǎ lù xiǎo tiānshǐ                                            | Little Angel of the Streets / The Angel                              | Маленький ангел больших дорог                     | Р, С    |                     |
| 1957 | 黃花閨女                         | Huáng huā guīnü                                               | Lady in Distress / A Forlorn Hope                                    |                                                   | Р, С    |                     |
| 1957 | 窈窕淑女                         | Yǎo tiǎo shú nǚ                                               | A Mating Story                                                       |                                                   | Р, С    |                     |
| 1958 | 妙手回春                         | Miàoshǒu huíchūn                                              | The Magic Touch                                                      |                                                   | Р       |                     |
| 1958 | 全家福                           | Quánjiāfú                                                     | The Blessed Family                                                   | Семейное фото / Вся семья                         | Р       |                     |
| 1958 | 笑聲淚影 / 笑聲淚痕 / 吃耳光的人 | Xiào shēng lèi ying / Xiào shēng lèi hén / Chī ěrguāng de rén | Laughter and Tears / Humiliation for Sale / The Man Who Gets Slapped |                                                   | Рг, С   |                     |
| 1958 | 丹鳳街                           | кант. Daan1fung6 gaai1                                        | Dan Fung Street                                                      | Улица Даньфун                                     | Р, С    |                     |
| 1958 | 安琪兒                           | Ānqíér                                                        | The Angel                                                            | Ангел                                             | Р       |                     |
| 1958 | 貂蟬                             | Diāo Chán                                                     | Diau Charn / Diau Charn of the Three Kingdoms                        | Дяочань / Дяо Шань                                | Р       | 5 пр                |
| 1958 | 給我一個吻                       | Gěi wǒ yī gè wěn                                              | A Kiss for Me / Give me a kiss                                       | Поцелуй меня                                      | Р       |                     |
| 1959 | 江山美人                         | Jiāngshān měirén                                              | The Kingdom and the Beauty                                           | Страна и красавица                                | Р       | 1 пр, 2 сп, критика |
| 1959 | 兒女英雄傳                       | Ér nǚ yīngxióng chuán                                         | The Adventure of the 13th Sister / The Heroine                       | Юная героиня                                      | Р       |                     |
| 1959 | 殺人的情書                       | Shā rén de qíng shū                                           | Love Letter Murder                                                   | Убийственное любовное письмо                      | Р       |                     |

#### Фильмы 1960-х годов
| Год  | Китайское название | Транскрипция                 | Английское название                                             | Русское название                                 | Функция | Чем фильм отмечен    |
| ---- | ------------------ | ---------------------------- | --------------------------------------------------------------- | ------------------------------------------------ | ------- | -------------------- |
| 1960 | 倩女幽魂           | Qiàn Nǚ Yōu Hún              | The Enchanting Shadow                                           | Пленительная тень                                | Р       | 1 ном                |
| 1960 | 後門               | Hòu mén                      | Rear Entrance / Back Door                                       | Задний вход                                      | Р       |                      |
| 1961 | 手鎗               | Shǒuqiāng                    | The Pistol                                                      | Пистолет                                         | Р       | 1 пр                 |
| 1962 | 楊貴妃             | Yáng Guìfēi                  | Yang Kwei Fei / The Magnificent Concubine                       | Великая наложница                                | Р, ХП   | 1 пр, 2 ном          |
| 1963 | 鳳還巢             | Fèng huán cháo               | Return of the Phoenix                                           | Феникс возвращается в гнездо                     | Р       |                      |
| 1963 | 楊乃武與小白菜     | Yáng Nǎiwǔ yǔ Xiǎo Báicài    | The Adulteress                                                  | Неверная / Ян Найу и Сяо Байцай                  | Р       |                      |
| 1963 | 七仙女             | Qī xiān nǚ                   | A Maid from Heaven                                              | Седьмая Сестра / Девушка с небес                 | C       | критика              |
| 1963 | 武則天             | Wǔ Zétiān                    | The Empress Wu Tse-Tien                                         | Императрица У Цзэтянь                            | Р, С    | 1 ном, 2 сп, критика |
| 1963 | 梁山伯與祝英台     | Liáng Shānbó yǔ Zhù Yīngtái  | The Love Eterne                                                 | Лян Шаньбо и Чжу Интай / Вечная любовь           | Р, С    | 10 пр, 3 сп, критика |
| 1963 | 七仙女             | Qī xiān nǚ                   | Seven Fairies                                                   | Семь небожительниц                               | Р, П, С |                      |
| 1964 | 狀元及第           | Zhuàngyuán jí dì             | Trouble on the Wedding Night                                    |                                                  | Р, П, Л |                      |
| 1964 | 王昭君             | Wáng Zhāojūn                 | Beyond the Great Wall / Wang Chao-Chun                          | За Великой Стеной / Ван Чжаоцзюнь                | Р       | критика              |
| 1964 | 一毛錢             | Yī máo qián                  | The Coin                                                        |                                                  | Р       |                      |
| 1965 | 西施               | Xī Shī                       | Hsi Shih: The Beauty of Beauties                                | Си Ши, прекраснейшая                             | Р, П, Л | 2 пр                 |
| 1965 | 菟絲花             | Tù sī huā                    | Dodder Flower                                                   | Цветок повилики                                  | Р, П    |                      |
| 1966 | 天之嬌女           | Tiān zhī jiāo nǚ             | A Perturbed Girl                                                |                                                  | П       |                      |
| 1966 | 明月幾時圓         | Míng yuè jǐ shí yuán         | When Dreams Come True / When Is The Moon Round?                 |                                                  | П       |                      |
| 1966 | 辛十四娘           | Xin shi si niang             | The 14th Daughter of Hsin Family / Lady Sun                     | Четырнадцатая дочь Синь                          | Р, П    |                      |
| 1966 | 幾度夕陽紅         | Jǐ dù xī yáng hóng           | Many Enchanting Nights                                          |                                                  | Р, П    |                      |
| 1967 | 塔裡的女人         | Tǎ lǐ de nǚrén               | Lady in the Tower                                               | Женщина в башне                                  | Р, П    |                      |
| 1967 | 鳳陽花鼓           | Fèng Yáng huā gǔ             | Flower Drums of Fung Yang / Feng Yang Flower Drum               | Цветочный барабан Фэн Ян                         | Р, П    |                      |
| 1967 | 十萬青年十萬軍     | Shí wàn qīngnián shí wàn jūn | Commander Underground / An Army of Hundred Thousand Men         | Стотысячная армия (100000 юношей, 100000 воинов) | Р, П    |                      |
| 1967 | 遠山含笑           | Yuǎn shān hánxiào            | Deep in the Mountain / The Distant Smiling Mountains            | Улыбка далёких гор                               | П       |                      |
| 1968 | 深情比酒濃         | Shēnqíng bǐ jiǔ nón          | Love Is More Intoxicating Than Wine / Love Is Thicker Than Wine | Любовь крепче вина                               | Р, П    |                      |
| 1968 | 女羅草             | Nǚ luó cǎo                   | Love Eternal                                                    |                                                  | П       |                      |
| 1968 | 破曉時分           | Pò xiǎo shí fēn              | The Dawn / At Dawn                                              | На рассвете                                      | Р, П    |                      |
| 1969 | 飛賊               | Fēi zéi                      | Like Father, Like Son                                           |                                                  | П       |                      |
| 1969 | 揚子江風雲         | Yángzĭ Jiāng fēng yún        | Storm Over the Yang-Tse River                                   |                                                  | Р, П    |                      |
| 1969 | 北極風情畫         | Běi jí feng qíng huà         | Romance in Northern Country                                     |                                                  | Р, П    |                      |
| 1969 | 黑牛與白蛇         | Hēi niú yǔ bái shé           | Black Bull and White Snake                                      | Чёрный бык и белая змея                          | Рг      |                      |
| 1969 | 冬暖               | Dōng nuǎn                    | The Winter                                                      | Зима / Зимнее тепло                              | Р       |                      |

#### Фильмы 1970-х годов
| Год  | Китайское название | Транскрипция                    | Английское название                                              | Русское название                                            | Функция | Чем фильм отмечен    |
| ---- | ------------------ | ------------------------------- | ---------------------------------------------------------------- | ----------------------------------------------------------- | ------- | -------------------- |
| 1970 | 喜怒哀樂           | Xǐ nù āi lè                     | Four Moods / Happy Angry Sad Entertained / Happiness And Sadness | Четыре настроения / Эмоции / Веселье, гнев, печаль, счастье | Р, С    |                      |
| 1970 | 鬼狐外傳           | Guĭ hú wài chuán                | A Tale of Ghost and Fox                                          | История о демоне-лисе                                       | Р, С    |                      |
| 1971 | 緹縈               | Tí Yíng                         | The Story of Ti-Ying / Ti-Ying                                   | История Тиин                                                | Р, С    | 1 пр                 |
| 1971 | 騙術奇譚           | Piàn shù qí tán                 | Legends of Cheating / The World of Cheater                       |                                                             | Р, С    |                      |
| 1972 | 風月奇譚           | Fēng yuè qí tán                 | Legends of Lust                                                  |                                                             | Р, С    |                      |
| 1972 | 大軍閥             | Dà jūn fá                       | The Warlord                                                      | Генерал                                                     | Р, С    |                      |
| 1972 | 祇羡鴛鴦不羡仙     | Zhī xiàn yuān yāng bù xiàn xiān | The Admired Girl / The Admarid Girl                              |                                                             | Р, С    |                      |
| 1972 | 騙術大觀           | Piàn shù dà guān                | Cheating in Panorama                                             |                                                             | Р, П, С |                      |
| 1973 | 北地胭脂           | Běi dì yānzhi                   | Facets of Love                                                   | Грани любви                                                 | Р, С    |                      |
| 1973 | 牛鬼蛇神           | Niúguǐ shéshén                  | Tales of Larceny                                                 | Истории о воровстве / Нечисть                               | Р, С    |                      |
| 1973 | 一樂也             | Yī lè yě                        | The Happiest Moment                                              | Весёлые моменты                                             | Р, С, Л | критика              |
| 1973 | 風流韻事           | Fēng liú yùn shì                | Illicit Desire                                                   |                                                             | Р, С    |                      |
| 1973 | 騙術奇中奇         | Piàn shù qí zhōng qí            | Cheat to Cheat                                                   |                                                             | Р, С    |                      |
| 1974 | 聲色犬馬           | Shēng sè quǎn mǎ                | Sinful Confession                                                | Греховная исповедь                                          | Р       |                      |
| 1974 | 醜聞               | Chǒu wén                        | Scandal                                                          | Скандал                                                     | Р, С    |                      |
| 1974 | 金瓶雙豔           | Jīn píng shuāng yàn             | The Golden Lotus                                                 | Золотой лотос                                               | Р, С    | критика              |
| 1975 | 傾國傾城           | Qīng guó qīng chéng             | The Empress Dowager / Ruin of a Kingdom                          | Вдовствующая императрица                                    | Р, С    | 2 пр                 |
| 1975 | 捉姦趣事           | Zhuō jiān qù shì                | That’s Adultery!                                                 |                                                             | Р, С    |                      |
| 1975 | 港澳傳奇           | Gǎng ào chuán qí                | Forbidden Tales of Two Cities                                    |                                                             | Р, С    |                      |
| 1976 | 騙財騙色           | Piàn cái piàn sè                | Love Swindler                                                    |                                                             | Р, С    |                      |
| 1976 | 拈花惹草           | Niān huā rě cǎo                 | Crazy Sex                                                        |                                                             | Р, С    |                      |
| 1976 | 洞房艷事           | Dòng fáng yàn shì               | Wedding Nights                                                   |                                                             | Р, С    |                      |
| 1976 | 瀛台泣血           | Yíng tái qì xuè                 | The Last Tempest                                                 | Последняя буря                                              | Р, С    |                      |
| 1977 | 佛跳牆             | Fó tiào qiáng                   | The Mad Monk                                                     |                                                             | Р, С    |                      |
| 1977 | 金玉良緣紅樓夢     | Jīn yù liáng yuán hónglóu mèng  | The Dream of the Red Chamber                                     | Сон в красном тереме                                        | Р, С    | 2 пр, 1 ном, критика |
| 1977 | 乾隆下江南         | Qiánlóng xià Jiāngnán           | The Adventures of Emperor Chien Lung                             | Цяньлун направляется в Цзяннань                             | Р, С    | 1 пр                 |
| 1977 | 風花雪月           | Fēng huā xuě yuè                | Moods of Love                                                    |                                                             | Р, С    |                      |
| 1978 | 乾隆下揚州         | Qiánlóng xià Yángzhōu           | The Voyage of Emperor Chien Lung                                 | Цяньлун направляется в Янчжоу                               | Р, С    |                      |
| 1978 | 子曰:食色性也      | Zǐ yuē: Shí sè xìng yě          | Sensual Pleasures                                                |                                                             | Р, С    |                      |
| 1978 | 哈囉床上夜歸人     | Hāluō chuáng shàng yè guī rén   | Hello Sexy Late Homecomers                                       |                                                             | Р       |                      |
| 1979 | 銷魂玉             | Xiāo hún yù                     | Return of the Dead                                               | Возвращение мертвецов / Продавец душ                        | Р, С    | критика              |
| 1979 | 鬼叫春             | Guǐ jiào chūn                   | The Ghost Story                                                  | История призраков                                           | Р, С    |                      |
| 1979 | 軍閥趣史           | Jūn fá qù shǐ                   | The Scandalous Warlord                                           |                                                             | Р, С    |                      |

#### Фильмы 1980—1990-х годов
| Год  | Китайское название | Транскрипция                    | Английское название                                                          | Русское название                                  | Функция  | Чем фильм отмечен          |
| ---- | ------------------ | ------------------------------- | ---------------------------------------------------------------------------- | ------------------------------------------------- | -------- | -------------------------- |
| 1980 | 徐老虎與白寡婦     | Xú lǎohǔ yǔ bái guǎfù           | The Tiger and the Widow                                                      | Крадущийся тигр и честная вдова                   | Р, С     |                            |
| 1980 | 乾隆皇與三姑娘     | Qiánlóng-huáng yǔ sān gūniáng   | Emperor Chien Lung and the Beauty                                            | Император Цяньлун и три тётушки                   | Р, С     |                            |
| 1981 | 皇帝與太監         | Huángdì yǔ tài jiàn             | The King and the Eunuch                                                      | Император и главный евнух                         | C        |                            |
| 1982 | 乾隆皇君臣鬥智     | Qiánlóng-huáng jūn chén dòu zhì | The Emperor and the Minister                                                 | Император Цяньлун меряется мудростью с советником | Р, С     |                            |
| 1982 | 武松               | Wǔ Sōng                         | Tiger Killer                                                                 | У Сун / Побивающий тигров                         | Р, С     | 1 ном                      |
| 1982 | 三十年細說從頭     | Sānshí nián xì shuō cóng tóu    | Passing Flickers                                                             | Мерцающие сполохи                                 | Р, С     | критика                    |
| 1983 | 皇帝保重           | Huángdì bǎo zhòng               | Take Care, Your Majesty!                                                     |                                                   | Р, С     |                            |
| 1983 | 垂簾聽政           | Chuí lián tīng zhèng            | Reign Behind a Curtain                                                       | Царство за портьерой                              | Р, П, С  | 3 пр, 6 ном, 2 сп, критика |
| 1983 | 火燒圓明園         | Huǒ shāo Yuán Míng Yuán         | Burning of Imperial Palace / The Burning of Yuan Ming Yuan                   | Сожжение Юаньминъюаня                             | Р, П, С  | 1 пр                       |
| 1986 | 火龍               | Huǒ lóng                        | The Last Emperor                                                             | Последний император (букв.Огненный дракон)        | Р, С     | 6 ном                      |
| 1987 | 末代皇后           | Mò dài huánghòu                 | The Last Empress                                                             |                                                   | Рг       | 3 пр, 1 ном                |
| 1988 | 八旗子弟           | Bā qí zǐdì                      | Snuff Bottle                                                                 | букв. Дети восьми знамён                          | Р, С     |                            |
| 1989 | 西太后             | Xī Tàihòu                       | The Empress Dowager                                                          |                                                   | Р, С     |                            |
| 1991 | 竹夫人             | Zhú fūrén                       | Madame Bamboo                                                                |                                                   | Р, С     |                            |
| 1991 | 敦煌夜譚           | Dūnhuáng yè tán                 | Dun Huang: Tales of the Night                                                | Дуньхуан: Ночные истории                          | Р        |                            |
| 1991 | 金瓶風月           | Jīn píng fēng yuè               | Golden Lotus / Golden Lotus: Love and Desire / World’s Foremost Banned Novel | Золотой лотос: Любовь и желание                   | Р, ХП, С |                            |
| 1994 | 情人的情人         | Qíngrén de qíngrén              | Lover’s Lover                                                                | букв. Любимая любимого (или наоборот)             | Р        |                            |
| 1994 | 少女潘金蓮         | Shàonǚ Pān Jīnlián              | The Amorous Lotus Pan / The Amorous Pain                                     | Любвеобильная Лотос Пань                          | Р        |                            |

## Номинации и награды

### Кинематографические
(Перечислено не всё, чем отмечены его фильмы, а только с прямой привязкой к деятельности Ли Ханьсяна — номинации и награды за лучшие фильмы и/или режиссёрскую работу и аналогичные, а также включение в списки избранного для фильмов для фильмов его режиссуры, остальное — по соответствию его функциям в фильмах: автора сценария, художника-постановщика и т. д.)
Азиатско-тихоокеанский кинофестиваль
- 1958 — приз Golden Harvest в категории «Лучшая режиссёрская работа» («Дяочань», 1958)
- 1959 — призы за «Лучший фильм» и «Лучшую режиссуру», а также ещё 10 категориях («Страна и красавица», 1959)

Каннский кинофестиваль (Франция)
- 1960 — номинация на «Золотую пальмовую ветвь» («Пленительная тень», 1960)
- 1962 — «Технический гран-при» (Vulcain Award[англ.]) и номинация на «Золотую пальмовую ветвь» («Великая наложница», 1962)[9]
- 1963 — номинация на «Золотую пальмовую ветвь» («Императрица У Цзэтянь», 1963).

Тайбэйский кинофестиваль Golden Horse (Китайская республика)
- 1962 — поощрительный приз для драматических художественных фильмов («Великая наложница», 1962; соответствует 2 месту в шорт-листе номинации «Лучший фильм»)
- 1963 — призы в категориях «Лучший фильм» и «Лучшая режиссёрская работа» («Лян Шаньбо и Чжу Интай», 1963)
- 1966 — призы в категориях «Лучший фильм» и «Лучшая режиссёрская работа» («Си Ши, Прекраснейшая», 1965)
- 1997 — спецприз за пожизненные достижения (посмертно)

Huabiao Awards (КНР)
- 1983 — спецприз («Правление за занавесью» и «Сожжение Юаньминъюаня», 1983)

Hong Kong Film Awards
- 1983 — номинация в категории «Лучший сценарий» («У Сун», 1982)
- 1984 — номинации в категориях «Лучший сценарий» и «Лучшая режиссёрская работа» («Правление за занавесью», 1983)
- 1987 — номинации в категориях «Лучший фильм» и «Лучшая режиссёрская работа» («Последний император», 1986)

Четыре фильма режиссёра — «Страна и красавица» (1959), «Пленительная тень» (1960), «Лян Шаньбо и Чжу Интай» (1963) и «Последняя буря» (1976) были отобраны в соответствующие годы как номинации от Сингапура (первый) и Гонконга (остальные три) на премию «Оскар» в категории «Лучший фильм на иностранном языке», однако не вошли в шорт-листы номинации соответствующих лет.
Кроме того, ряд работ режиссёра был включён в списки избранных творений китайского или гонконгского кинематографа, в частности:
- Список 100 лучших кинолент за историю кинематографа китайского региона по версии отборочного комитета Hong Kong Film Awards:

«Страна и красавица» (Гонконг, 1959), «Лян Шаньбо и Чжу Интай» (1963) и «Зима» (Тайвань, 1969), на позициях № 47, 38 и 48 соответственно.
- Список 100 Years of Hongkong Cinema по версии китайского журнала о кино Movieview: «Лян Шаньбо и Чжу Интай» на позиции № 1 (возглавляет список)[2].
- Список 100 величайших фильмов Гонконга по версии кинообозревателя «Time Out Hong Kong» Эдмунда Ли (с кратким обзором по каждому фильму):

«Императрица У Цзэтянь» (1963), «Лян Шаньбо и Чжу Интай», «Страна и красавица» и «Правление за занавесью» на позициях № 88, 4, 40 и 47 соответственно.
- Список 100 «must see» фильмов Гонконга, изданном в 2011 году Гонконгским Киноархивом[англ.] и Департаментом культуры и отдыха[англ.] правительства Гонконга: «Сюэ Лихун» (1956), «Императрица У Цзэтянь» и «Правление за занавесью»[12].

### Другие
В 1965 году, после переселения режиссёра на Тайвань, он был включен местным отделением всемирной федерации Junior Chamber International за вклад в развитие кинематографа Тайваня в список «10 выдающихся молодых людей Китайской Республики».

### Книги авторства Ли Ханьсяна
- 李翰祥. 《三十年細說從頭》. — Тайбэй: 聯經出版事業公司, 1982. — 334 p..
- 李翰祥. 《銀海千秋》. — Гонконг: 天地圖書有限公司, 1997. — 260 p. — ISBN 9622579159, 9789622579156..

### Других авторов о Ли Ханьсяне и его творчестве
- 蔡國榮編. 《六十年代國片名導名作選》. — Тайбэй: 電影事業發展基金會, 1982. — 191 p..
- 焦雄屏. 《改變歷史的五年：國聯電影研究》. — 萬象圖書股份有限公司, 1993. — 327 p. — ISBN 9576694663, 9789576694660..
- 《永远的李翰祥: 紀念專輯》 / 宇葉熒編. — Тайбэй: 錦繡出版, 1997. — 144 p. — ISBN 9577203140, 9789577203144..
- 竇應泰. 《大導演李翰祥》. — Харбин: 哈爾賓出版社, 1997. — 529 p. — ISBN 7806390278..
- 蒲鋒, 李照興編. 《經典200：最佳華語電影二百部增訂版》. — Гонконг: Гонконгская ассоциация кинокритиков, 2005. — ISBN 962-8271-58-X.
- 黃愛玲編. 《風花雪月李翰祥》. — Гонконг: Издательство Гонконгского Киноархива, 2007. — 271 p. — ISBN 9628050400, 9789628050406..
- 焦雄屏, 區桂芝. 《李翰祥：臺灣電影的開拓先鋒》. — Тайбэй: 躍昇文化出版, 2007. — 278 p. — ISBN 9576307287, 9789576307287.